# Epidendrum vulcanicola
Epidendrum vulcanicola är en orkidéart som beskrevs av Alfonse Henry Heller. Epidendrum vulcanicola ingår i släktet Epidendrum och familjen orkidéer.
Artens utbredningsområde är Nicaragua. Inga underarter finns listade i Catalogue of Life.